# The Donna Reed Show
The Donna Reed Show è una serie televisiva statunitense trasmessa per otto stagioni, dal 1958 al 1966, sulla ABC, per un totale di 275 episodi.
La protagonista, Donna Reed, si è aggiudicata un Golden Globe nel 1963 in qualità di miglior attrice in una serie per la sua interpretazione in The Donna Reed Show.

## Trama
Donna Stone è una casalinga della classe media sposata con il pediatra Alex. La coppia, nella serie, ha due figli adolescenti, Mary e Jeff. 

## Episodi
| Stagione         | Episodi | Prima TV USA | Prima TV Italia |
| ---------------- | ------- | ------------ | --------------- |
| Prima stagione   | 37      | 1958-1959    |                 |
| Seconda stagione | 38      | 1959-1960    |                 |
| Terza stagione   | 38      | 1960-1961    |                 |
| Quarta stagione  | 39      | 1961-1962    |                 |
| Quinta stagione  | 34      | 1962-1963    |                 |
| Sesta stagione   | 32      | 1963-1964    |                 |
| Settima stagione | 30      | 1964-1965    |                 |
| Ottava stagione  | 27      | 1965-1966    |                 |

## Personaggi e interpreti
- Donna Reed (Donna Stone) (275 episodi, 1958-1966)
- Paul Petersen (Jeff Stone) (275 episodi, 1958-1966)
- Carl Betz (Dr. Alex Stone) (272 episodi, 1958-1966)
- Shelley Fabares (Mary Stone) (192 episodi, 1958-1965)
- Patty Petersen (Trisha Stone) (99 episodi, 1963-1966)
- Ann McCrea (Midge Kelsey) (70 episodi, 1963-1966)
- Bob Crane (Dr. Dave Kelsey) (62 episodi, 1963-1965)
- Darryl Richard (Smitty) (32 episodi, 1961-1966)
- Jimmy Hawkins (Scotty) (20 episodi, 1958-1965)
- C. Lindsay Workman (Jim) (12 episodi, 1960-1965)
- Candy Moore (Angie) (10 episodi, 1961-1966)
- Janet Landgard (Karen) (9 episodi, 1963-1965)
- Stephen Pearson (Zack) (8 episodi, 1958-1960)
- Allan Hunt	(Stan) (7 episodi, 1962-1965)
- Gary Waynesmith (Willie) (7 episodi, 1964-1965)

## Produzione
Tony Owen ha scritto 246 episodi, tra il 1958 e il 1966. Paul West ha sceneggiato 77 episodi, tra il 1961 e il 1963.
Nel momento in cui Fabares ha lasciato il cast principale nel 1963, la sorellina di Paul Petersen (di nove anni più piccola di lui), Patty Petersen, ha preso il suo posto nei panni della figlia adottata Trisha.